# Cromadoris
Els cromadoris (Chromadorea) és una classe de nematodes que conté una sola subclasse,(Chromadoria) i diversos ordres. Anteriorment estaven tractats com una subclasse dins la classe Adenophorea, considerada avui parafilètica.

## Ordres
Provisionalment hi ha ubicats aquests ordres:
- Araeolaimida
- Ascaridida
- Chromadorida
- Desmodorida
- Desmoscolecida
- Diplogasterida
- Monhysterida
- Oxyurida
- Rhabditida
- Rhigonematida
- Spirurida
- Tylenchida